# José Ortega Cano
José María Ortega Cano (Cartagena, 27 de desembre de 1953) és un ex-torero espanyol. Va estar actiu en la tauromàquia entre els anys 1980 i els anys 1990

## Carrera
José Ortega Cano va néixer a Cartagena, encara que va viure a San Sebastián de los Reyes des de nen. Va debutar el 9 de setembre de 1973, tallant una orella a la Plaça de Toros de Vistalegre de Madrid i començà així la seva carrera com noviller. Va rebre l'alternativa en Saragossa el 12 de novembre de 1974, de mans de José María Manzanares i amb Paco Baptista com a testimoni de la cerimònia.
En les següents temporades va tenir dificultats per a ser contractat pels empresaris taurins, i així la confirmació de la seva alternativa a Las Ventas es va retardar fins al 14 de maig de 1978. Aquesta tarda, Ortega Cano va donar dues voltes al rodo en el seu primer toro, després que la presidència no li concedís cap trofeu malgrat la petició majoritària, i una altra volta al rodo en el seu segon.
El 20 d'agost de 1978 va ser cornejat de gravetat durant la Fira de Bilbao en la cuixa dreta en entrar a matar el seu primer toro, al qual va tallar les dues orelles. Durant la Fira de San Isidro de 1979, en la qual va guanyar els trofeus Mayte i Casa de Còrdova a la millor estocada, va anar novament ferit de gravetat el 28 de maig.
Va torejar 31 corrides el 1979 i 26 el 1980, descendint a 10 el 1981 i 13 el 1982. El 19 de juliol d'aquest últim any, durant la Corrida Extraordinària de la Premsa celebrada a Las Ventas, va aconseguir l'indult de Belador, de la ramaderia de Victorino Martín, el qual ha estat l'únic toro indultat a la història de la plaça.
El 1983 va ascendir fins a les 27 funcions i, en la campanya de 1984 va participar en 23 festejos. A pesar que el 1985 va sofrir un nombre considerable d'agafades, va torejar en total 48 corrides. Igual que en temporades anteriors, va marxar a Amèrica, proclamant-se el triomfador de la Fira de Quito "Jesús del Gran Poder".
En la campanya de 1986 va fer 82 corrides a Espanya, va aconseguir un bon nombre de triomfs rellevants. Va sortir en dues ocasions per la porta gran de Las Ventas. A més, va sortir a coll de moltes altres places espanyoles, com la de la seva Cartagena natal, Granada, Sòria, Logronyo o Úbeda, i americanes, com Cartagena de Indias, Medellín i Bogotà.
El 13 d'octubre de 1987 a Saragossa, després de tallar-li les dues orelles al seu primer toro, va ser ferit d'extrema gravetat pel segon, sofrint importants destrosses en les cavitats abdominal i toràcica.
El 1991 va torejar durant la Fira d'Abril i va tallar tres orelles a la Corrida de la Beneficència de Madrid, sortint per quarta vegada en la seva carrera per la porta gran de Las Ventas. En les temporades següents no va baixar dels cinquanta festejos i, entre altres places, li van veure Granada, Alacant, Pamplona, Jaén, Múrcia, Albacete, El Puerto de Santa María, Lleó, la Corunya i Burgos.
La temporada de 1996, que Ortega Cano va anunciar com l'última de la seva carrera, es va passejar per les principals fires amb escassa motivació. Per a llavors, havia fet ja el salt a la premsa del cor, ja que el 17 de febrer de 1995 havia contret matrimoni amb la cantant i actriu gaditana Rocío Jurado.
Després de passar discretament per Sevilla i quedar-se fora dels cartells de Madrid, 1997 va tornar a ser un any caracteritzat per la presència d'Ortega Cano en fires de poca importància.

### Retirada (1998)

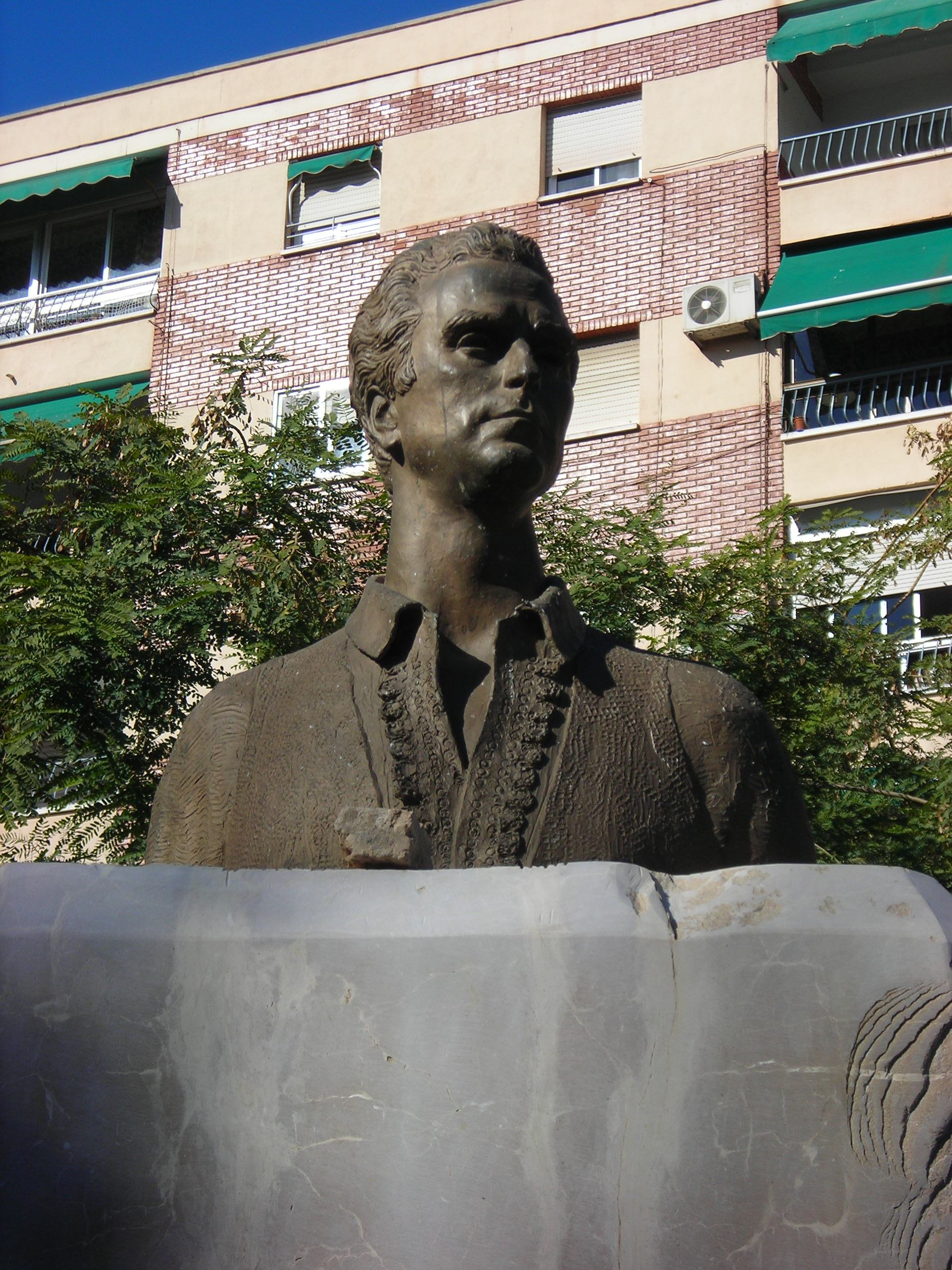
Bust d'Ortega Cano, per Juan de Ávalos, situat a la plaça murciana que porta el nom del torero.

La temporada de 1998 es va anunciar com la de la retirada definitiva de José Ortega Cano. Van destacar les seves actuacions en Sevilla, on li va tallar les dues orelles a un toro de Jandilla, Algesires, Burgos, Nimes, Bilbao i Saragossa.
Durant la Fira de Tardor de Madrid es va tancar en solitari amb sis toros, escoltant alguna brega i sent silenciades les feines que li va fer a la majoria dels seus toros.
Retirat dels rodos, Ortega Cano va continuar sent un personatge mediàtic a causa del seu matrimoni amb Rocío Jurado, al costat de qui va adoptar el 1999 a dos nens, José Fernando i Gloria Camila, que eren els primers fills per al torero.

### Reaparicions
En 2001, de la mà d'un nou apoderat, Eduardo Canorea, Ortega Cano va tornar a vestir-se de llums. El públic no va rebre de bon grat aquesta reaparició del torero, qui a més va sofrir diversos contratemps de gravetat en les seves actuacions. El 21 de novembre de 2003 es va acomiadar dels rodos espanyols tancant-se en solitari amb sis toros al Palacio de Vistalegre. El 8 de desembre es va acomiadar del públic mexicà tallant una orella a la Monumental.
Després d'intervenir en diversos festivals, va reaparèixer una altra vegada el 14 de maig de 2005 en Getafe, tallant dues orelles però fou ferit. Ortega Cano va decidir centrar-se en la seva esposa, Rocío Jurado, a qui li havien diagnosticat un càncer de pàncrees en 2004. La va acompanyar en tot moment i, després de la seva defunció al juny de 2006, va anunciar una nova reaparició, que es va produir a Olivença el 4 de març de 2007, en una tarda en la qual Ortega Cano va tallar una orella.
Entre setembre de 2008 i febrer de 2009, el destre va participar en la setena edició del llavors concurs de Televisió Espanyola ¡Mira quién baila!.

## Accident de trànsit i condemna
Al voltant de les 23.30 hores del dissabte 28 de maig de 2011, tornant a la seva finca, Ortega Cano va provocar un violent accident de trànsit en el quilòmetre 28 de la carretera comarcal A-8002 (Alcalá del Río-Castilblanco de los Arroyos), a l'altura de la Urbanització "El Pujol", que va deixar el torero en estat crític.
El 9 de setembre de 2011 el jutge del Jutjat d'Instrucció núm. 9 de Sevilla va citar al torero per a declarar com imputat, després de conèixer-se l'informe pericial elevat al jutjat per l'Equip de Reconstrucció d'Accidents de trànsit (ERAT) de la Guàrdia Civil de Madrid. En aquest informe "els agents de l'Institut Armat sostenen que l'ex torero, en l'accident ocorregut a la fi del passat mes de maig en una carretera pròxima a la localitat sevillana de Castilblanco de los Arroyos, va envair el carril contrari per una "distracció o desatenció" en la conducció provocada per la ingesta prèvia d'alcohol... els agents de l'ERAT fixen en 125 quilòmetres per hora la velocitat a la qual circulava José Ortega Cano en el moment exacte de la col·lisió, mentre que el vehicle de la víctima anava a 50 quilòmetres per hora".
En el moment de l'accident Ortega Cano gairebé triplicava la taxa d'alcohol en sang permesa (1,26 grams). El 8 de novembre següent el jutjat va processar el extorero. En un acte dictat el 25 de novembre de 2011, la Secció Setena de l'Audiència Provincial de Sevilla va resoldre sengles recursos previs, rebutjant admetre la declaració de cinc testimonis proposats pel matador i de dos de l'acusació particular, al·legant que "amb tals testificals, de diferent signe segons s'anuncia, s'està intentant portar a la instrucció el que haurà de ser si escau objecte de judici".

### Ingrés a la presó
El 24 d'abril de 2013 el jutjat número 6 de Sevilla va condemnar Ortega Cano a dos anys, sis mesos i un dia de presó per un delicte d'homicidi imprudent i conducció temerària, que va provocar la mort de Carlos Parra Castillo al maig de 2011. L'advocat d'Ortega Cano, Enrique Trebolle Lafuente, va recórrer la sentència. L'11 de desembre de 2013, l'Audiència Provincial de Sevilla va confirmar la condemna. El 23 d'abril de 2014, l'extorero va ingressar a la presó de Zuera (Saragossa).
Al cap d'un any i un mes a la presó li van donar el tercer grau de semillibertat.